# Friedrich Ablass
Friedrich Robert Heinrich Ablass (né le 22 mai 1895 à Mulhouse en Alsace, mort le 3 juillet 1949 à Hambourg-Lemsahl-Mellingstedt) est un homme politique, résistant allemand au nazisme.

## Biographie
Ablass, neveu du député libéral du Reichstag Bruno Ablass, étudie le droit et s'installe à Hambourg comme avocat après son doctorat.
Pendant l'Empire allemand, les indulgences appartenaient au parti libéral unifié de Hambourg, un groupe libéral de gauche. En 1918, il adhère au DDP après sa fusion avec le DDP (rebaptisé Deutsche Staatspartei en 1930). Il est président de sections de district Hohenfelde et du port, il rencontre les membres de l'industrie portuaire, et dans les années 1930 appartient également à l'exécutif du Land de Hambourg. Il est également rédacteur en chef de l'organe Der Demokrat an der Wasserkante. Depuis 1930, il est considéré comme le chef de file de l'aile gauche du parti dans la ville hanséatique.
Lorsque le sénateur DSP Walter Matthaei reste au pouvoir après des négociations dans Carl Vincent Krogmann, le nouveau maire nazi de Hambourg, le 9 mars 1933, Ablass exige que le président du parti Hermann Dietrich prenne ses distances avec Matthaei.
Pendant le Troisième Reich, Ablass organise un groupe de résistance bourgeois-libéral à Hambourg, actif sous le nom de Groupe Q. Il réunit des membres comme Alfred Johann Levy, Harald Abatz, Walter Jacobsen, Paul Heile, Richard Archilles, Max Dibbern, Martin Plat, Carl Stephan, Bruno Schmachtel ou Eduard Sußmann. Le groupe se réunit comme un club privé déguisé dans les cafés de Hambourg et fournit en plus de l'échange d'informations une aide concrète pour les amis menacés et arrêtés. Fin 1933, la Verein der Hafenfreunde e.V (association des amis du port) est formellement fondé afin de mieux déguiser le groupe. Se joignent alors des libéraux comme Willy Max Rademacher, Cäsar Oehding, Walter Brosius puis plus tard Eduard Wilkening. De même, le Bronzekeller, un cabaret fondé en 1933 dans Neustadt, sert sous cette couverture de lieu d'échanges entre opposants au régime nazi jusqu'en 1943. Jacobsen est en contact avec le groupe Robinsohn-Strassmann. Dans les années 1940, le cercle s'appelle Freies Hamburg.
Après que sa maison d'Uhlenhorst est détruite en juillet 1943 dans un bombardement, il déménage avec sa famille (une épouse et une fille) temporairement chez ses proches à Hirschberg en Silésie, mais revient pendant la guerre à Hambourg.
À la chute du régime nazi, de ce groupe est fondé le Bund Freies Hamburg dont Ablass est le président adjoint. L'association se considère comme non partisane, elle veut participer à la construction d'une Allemagne démocratique. Le 11 juin 1945, le gouvernement militaire approuve le BFH et lui permet de discuter des questions politiques dans des réunions internes, alors que les Allemands sont interdits de toute activité politique. Le 16 août 1945, à la demande d'Ablass, Harald Abatz et Eduard Wilkening, l'assemblée générale de la BFH décide de fonder un parti libéral-démocrate. Il est lancé le 20 septembre 1945 sous le nom du Parti des Démocrates Libres. Ablass est élu au conseil d'administration du nouveau parti, qui devient plus tard la section de Hambourg du FDP. Lors des élections municipales de 1946, il se présente à la 16e circonscription de Harvestehude-Rotherbaum et n'est pas élu.